# Kurt Pascher
Kurt Pascher (* 22. Juni 1958 in Aystetten bei Augsburg) ist ein deutscher Komponist, Arrangeur und Dirigent. Er leitet die Böhmerwälder Musikanten. Pascher komponiert vorwiegend im böhmischen Stil.

## Leben
Kurt Pascher stammt aus einer böhmerwälder Musikantenfamilie. Er studierte am Leopold-Mozart-Konservatorium in Augsburg Posaune. Im Jahr 1981 gründete er seine Böhmerwälder Musikanten.
Pascher wohnt in Adelsried.

## Kompositionen
- Mein Musikantenleben (Marsch)
- Bohemia Marsch (Marsch)
- Böhmerwälder Blasmusik (Polka)
- Böhmerwälder Jubiläumsmarsch (Marsch)
- Herzensgrüße (Walzer)
- Hab Sonne im Herzen (Polka)
- Sudeten-Marsch (Marsch)
- Tenorhorn-Sterne (Walzer)
- Moldauwellen (Walzer)
- Kridlovka-Polka (Solo für 2 Flügelhörner)
- Aus der Heimat (Walzer, Solo für Flügelhorn/Tenorhorn)
- Böhmisches Feuer (Schnellpolka)
- Aus der Heimat (Walzer)
- Tenorhorn-Sterne (Walzer, Solo Tenorhörner)
- Böhmische Kantilenen-Polka (Polka)
- Böhmerwälder Musikanten (Polka)
- Bayrisch Schwaben (Marsch)
- Böhmischer Zauber (Polka)
- Unter böhmischen Sternen (Marsch)
- Böhmisch klingt’s am schönsten (Polka)
- Böhmische Erinnerungen (Walzer)
- Vivat Austria (Marsch)
- Blasmusik ist unser Leben (Polka)
- G’schichten aus dem Böhmerwald (Ländler)
- Herzkasperl Polka (Polka)
- Zwei böhmische Schlawiner (Polka)
- Böhmischer Klang ein Leben lang (Polka)
- In Gedanken daheim (Walzer)
- Böhmischer Abschied (Polka)
- Erste Liebe (Walzer)
- Johann-Polka (Polka)